# Calvin Davis
Calvin Davis (n. 2 aprilie 1972, Eutaw⁠(d), Alabama, SUA – d. 1 mai 2023, Springdale⁠(d), Arkansas, SUA) a fost un atlet ce a reprezentat Statele Unite ale Americii, medaliat olimpic. A participat la o ediție a Jocurilor Olimpice (1996) în care a câștigat medalia de bronz în proba de 400 m garduri.

## Palmares
| An   | Competiție                  | Locație                | Loc | Eveniment     | Note    |
| ---- | --------------------------- | ---------------------- | --- | ------------- | ------- |
| 1995 | Campionatul Mondial în sală | Barcelona, Spania      | 6   | 400 m         | 47,19   |
| 1995 | Campionatul Mondial în sală | Barcelona, Spania      | 1   | 4x400 m       | 3:07,37 |
| 1996 | Jocurile Olimpice           | Atlanta, Statele Unite | 3   | 400 m garduri | 47,96   |
| 2001 | Campionatul Mondial         | Edmonton, Canada       | 9   | 400 m garduri | 48,99   |

## Legături externe
- en Calvin Davis la World Athletics
- en Calvin Davis la Olympedia.org